# Охота, Анна Руслановна
Анна Руслановна Охота (укр. Ганна Русланівна Охота; род. 25 февраля 1996, Комсомольск, Полтавская область) — украинская боксёрша. Призёр чемпионата мира 2018 года. Призёр чемпионатов Европы 2018 и 2019 годов. Член сборной Украины по боксу.

## Карьера
Победительница национального чемпионата в весовой категории до 48 кг (2018 год).
На чемпионате Европы 2018 года в Софии, сумела стать призёром континентального первенства, завоевав бронзовую медаль чемпионата. В полуфинальном поединке уступила россиянке Екатерине Пальцевой
На 10-м чемпионате мира по боксу среди женщин в Индии, в Финале, 24 ноября 2018 года, украинская спортсменка встретилась с индийской «легендой» бокса Мэри Ком, уступила ей 0:5 и завершила выступление на мировом первенстве на втором месте с серебряной медалью.
В 2019 году Анна приняла участие в чемпионате Европы по боксу, который состоялся в Испании. Она добралась до полуфинала, в котором уступила и завоевала бронзовую медаль турнира.